# Towarzystwo Cukrowni i Rafinerii „Gosławice”
Towarzystwo Cukrowni i Rafinerii „Gosławice” SA – dawna spółka akcyjna z siedzibą w Warszawie. Założona w 1912.
W 1911 władze carskie wydały zgodę na powstanie spółki akcyjnej pod nazwą Towarzystwo Akcyjne Cukrowni i Rafinerii „Gosławice”. Celem spółki było wybudowanie i prowadzenie cukrowni i rafinerii. W styczniu 1912 w Warszawie, odbyło się spotkanie założycielskie akcjonariuszy spółki. Wybrano pierwszy zarząd. Zakupiono część folwarku Pątnów-Łężyn od hrabiego Kazimierza Kwileckiego. Wybudowano cukrownię i rafinerię oraz wąskotorową kolejkę wraz z infrastrukturą. Powstały domy dla pracowników. Stopniowo osiedle pracownicze zmieniało się w osadę fabryczną. Powstała również jednoklasowa szkoła dla dzieci pracowników zakładu.
Siedziba spółki początkowo mieściła się w Warszawie, a od 1931 w Gosławicach.
Rezultatem znacznego spadku cen cukru w latach 1928/29 i jednoczesnym zadłużeniem spółki, spowodowanym inwestycjami w unowocześnienie produkcji, było przejęcie cukrowni przez holenderski koncern ISMA (Internatinale Suiker Maatschapij-Amsterdam) a następnie przez angielską Golode tz-Londyn. 
W 1934 większość akcji spółki zgromadzili bracia Przeworscy.
W 1938 siedziba zarządu znów mieściła się w Warszawie przy ul. Trębackiej 15, a zakłady w Koninie. Na czele stała rada nadzorcza w składzie: Henryk Barciński, Bolesław Soplica, Stefan Iwańczyk, Witold Maringe, Józef Landau, Alfred Przeworski, Tadeusz Przeworski. Zarząd tworzyli: Maurycy Przeworski, Roman Przeworski, Jerzy Przeworski, Tadeusz Swinarski. Dyrektorem był Tadeusz Swinarski.
W 1938 r. kapitał zakładowy spółki wynosił 5,1 mln zł, podzielonych 40,8 tys. akcji na okaziciela o wartości nominalnej 125 zł każda.
Produkowano kryształ biały. W sezonie 1936/1937 wytworzono 55 754 q przerabiając 310 512 q. Powierzchnia plantacji wynosiła wówczas 1348 ha.
W październiku 1939 przedsiębiorstwo przeszło pod zarząd niemieckiej firmy powierniczej Haupttreuhandstelle Ost, a w spółce powołany został zarząd komisaryczny. Funkcjonowała pod nazwą Zuckerfabrik und Rafinerie „Goslawitz” Aktiengesellschaft. 
W 1945, po wojnie, cukrownia przeszła pod zarząd państwowy, a następnie w 1947 na mocy ustawy przeszła oficjalnie na własność państwa. Sieć kolejowa cukrowni została przejęta przez PKP.
W 2017 odbyła się premiera filmu dokumentalnego „Republika Gosławicka”, opowiadającego historię Towarzystwa i cukrowni.